# 第一次全国可移动文物普查
第一次全国可移动文物普查是中华人民共和国首次针对可移动文物展开的大规模调查活动。
2011年第三次全国文物普查进行时，国务委员刘延东提出国有可移动文物是我国文物资源的重要组成部分，目前尚未开展全面系统调查，这个家底也应当早日摸清，要抓紧提出国有可移动文物普查的具体思路和方案，尽快组织实施。国务院于2012年10月发布了《关于开展第一次全国可移动文物普查的通知》，由此正式开始了第一次全国可移动文物普查。刘延东出任普查小组组长，文化部部长蔡武、国务院副秘书长江小涓、国家文物局局长励小捷出任副组长。领导小组办公室设在国家文物局，制定公布了《第一次全国可移动文物普查实施方案》。
普查从2012年10月开始，到2016年12月结束。2017年普查结果公布，普查中统计的全国可移动文物共计1亿815万件/套。其中，按普查统一标准登录文物完整信息登录备案的的有2661万件/套（实际数量6407万件）。登录文物中包括珍贵文物385万件，其中一级文物21万件、二级文物55万件、三级文物308万件。
该次普查还建立了文物资源数据库和文物身份证制度。每件登录文物包含文物名称、年代、质地、类别、数量、尺寸、质量、级别、照片、来源、完残状况、保存状态、收藏时间、收藏者、保管权属共15项基础信息以及鉴定、流传经历、著录等附属信息，并对每件文物赋予永久、唯一的22位数字编码。普查共登录文物照片5000万张，数据总量超过140TB。